# Neotrovadorismo
El neotrobadorismo es una de las corrientes por las que se desarrolló la poesía gallega en la primera mitad del siglo XX.
Además de la asimilación del espíritu de las vanguardias, el descubrimiento de la poesía medieval gallegoportuguesa es uno de los hechos importantes que marcó la dirección de buena parte de la poesía gallega a comienzos del siglo XX. Ya era conocida la existencia de los Cancioneiros desde hacía tiempo, pero gracias a la edición preparada por José Joaquim Nunes (1928), la lírica medieval tuvo una difusión sin precedentes, causando notable efecto en la literatura gallega de la época y provocando, en la obra de algunos poetas vinculados al Seminario de Estudios Galegos, el nacimiento de un movimiento poético original, conocido con el nombre de neotrovadorismo.
El iniciador de este movimiento literario, fundamentalmente esteticista y exento de compromiso, fue Fermín Bouza Brey. Aun siendo un movimiento mimético (imita sobre todo a la cantiga de amigo y a la de amor), supone, frente a la poesía que mantenía la tradición decimonónica o la combativa exaltación de las Irmandades da Fala, una renovación diferente a la llevada a cabo por los ismos vanguardistas. La poesía neotrovadoresca se caracteriza por una extraordinaria perfección formal, clasicista, que recupera procedimientos estilísticos propios de la lírica de los Cancioneiros (paralelismo, refrán, leixaprén...), sujeta la estrofa, al cómputo silábico y a la rima.
No se trata de una recuperación arqueológica, sino que hay una asimilación del espíritu de los Cancioneiros con la sensibilidad del siglo XX. Paralelamente, también se da una reivindicación y utilización de las formas populares en la poesía, sobre todo en lo que afecta al ritmo y a la métrica. Esta afición por lo popular se asocia con el neopopularismo o el gilvicentismo de García Lorca, Rafael Alberti y otros poetas en español de la generación contemporánea del neotrovadorismo.
Este movimiento se convertirá en una moda, con gran número de cultivadores. El más representativo, junto con Bouza-Brey, será Álvaro Cunqueiro, por su habilidad imitativa y su personalidad creadora.
Esta corriente poética no solo se da en los años de preguerra, sino que continúa en la posguerra, imponiéndose como una actitud evasiva que adoptan los poetas ante la dura realidad, representando la fórmula menos comprometida de la reanudación del cultivo del gallego en la dictadura.
Xosé María Álvarez Blázquez pone fin a esta tendencia en 1953 con la publicación de su Cancioneiro de Monfero, que hace pasar por un auténtico cancionero del siglo XIII, llevando al extremo el juego literario de la imitación poética.
- Datos: Q3397865